# 劳斯莱斯遄达1000
劳斯莱斯遄达1000（英語：Rolls-Royce Trent 1000）是一个涡轮风扇发动机系列。它衍生自劳斯莱斯RB211，為遄达发动机家族的一员，为波音787采用的两种发动机之一。

## 设计和发展
2004年4月6日，波音宣布为787选择了两家发动机供应商：劳斯莱斯和通用电气（GE）。最初波音曾考慮过只采用GE一家的发动机，不过由于用户希望获得更多的选择以及波音的妥协，让两种发动机公司拥有相同的接口，使得任何一架波音787飞机都能使用GE和劳斯莱斯的发动机，而这种技术是第一次使用在商业航空飞机中。
和遄达7/8/900一样，遄达1000也有其它合作伙伴的参与。这次是6家：川崎重工业制造中压压气机模块，三菱重工业制造燃烧室和低压涡轮叶片，涡轮发动机工业公司制造低压涡轮，卡尔顿锻造厂制造风扇箱，汉胜公司制造变速箱，古德里奇公司制造发动机控制系统。这些合作伙伴总共拥有35%股份。
在2004年6月，首次公开进行发动机选择的新西兰航空为它的两架订单选择了遄达1000发动机。而在全日空2004年10月13日作出的那价值10亿美元，包括30架787-3,20架787-8的规模最大的787订单中，遄达1000是其选择的发动机。遄达1000还是787-8和787-9的启动发动机。在2007年7月，劳斯莱斯收到了国际租赁财务公司总额13亿美元，包含40架波音787所需遄达1000的订单，这是有史以来从飞机租赁公司处带来最大的飞机订单。在2007年9月27日，英国航空宣布选择遄达1000为它的24架波音787提供动力。截至2008年8月，遄达1000占有了787发动机市场40%的份额。
遄达1000系列也使用了很多遄达8104 验证机上使用的技术。为了满足波音要求的所谓“多电”发动机，遄达1000使用了“无气”设计（即无引气装置）。它的启动方式也由原来的遄达系列传统的，由引气带动高压轴旋转改为由电机带动中压轴。此外还有直径为2.8米（110英寸）的后掠风扇，以及直径较小的轮毂，这些设计是为了最大限度提高气流流量。通过对核心机气流的改变，提高了涵道比。通过中压高压压气机的对转实现较大的增压比。通过使用更多一体式部件，减少了部件数量，降低了维护成本。
在2006年2月14日，遄达1000首次运转。而第一次飞行测试是在2008年6月18日，劳斯莱斯用一架波音747-200改装的飞行测试平台上完成的。.在2007年8月7日获得了FAA和EASA的适航证。有趣的是，这个日期用英国人表达日期的方法刚好是7-8-7。最初的设计没有满足波音的油耗要求（SFC）。然而，在787机身设计受到一系列挫折后，不得不推迟了其投入服务的时间。而此时两个套件使得SFC的标准提高了3-4%。这样，遄达1000就以不到1%的差距达到了要求。
在2010年8月2日，遄达1000在测试中遇到一个非包容性中压压气机故障，调查后认为原因是滑油系统起火。

## 型号

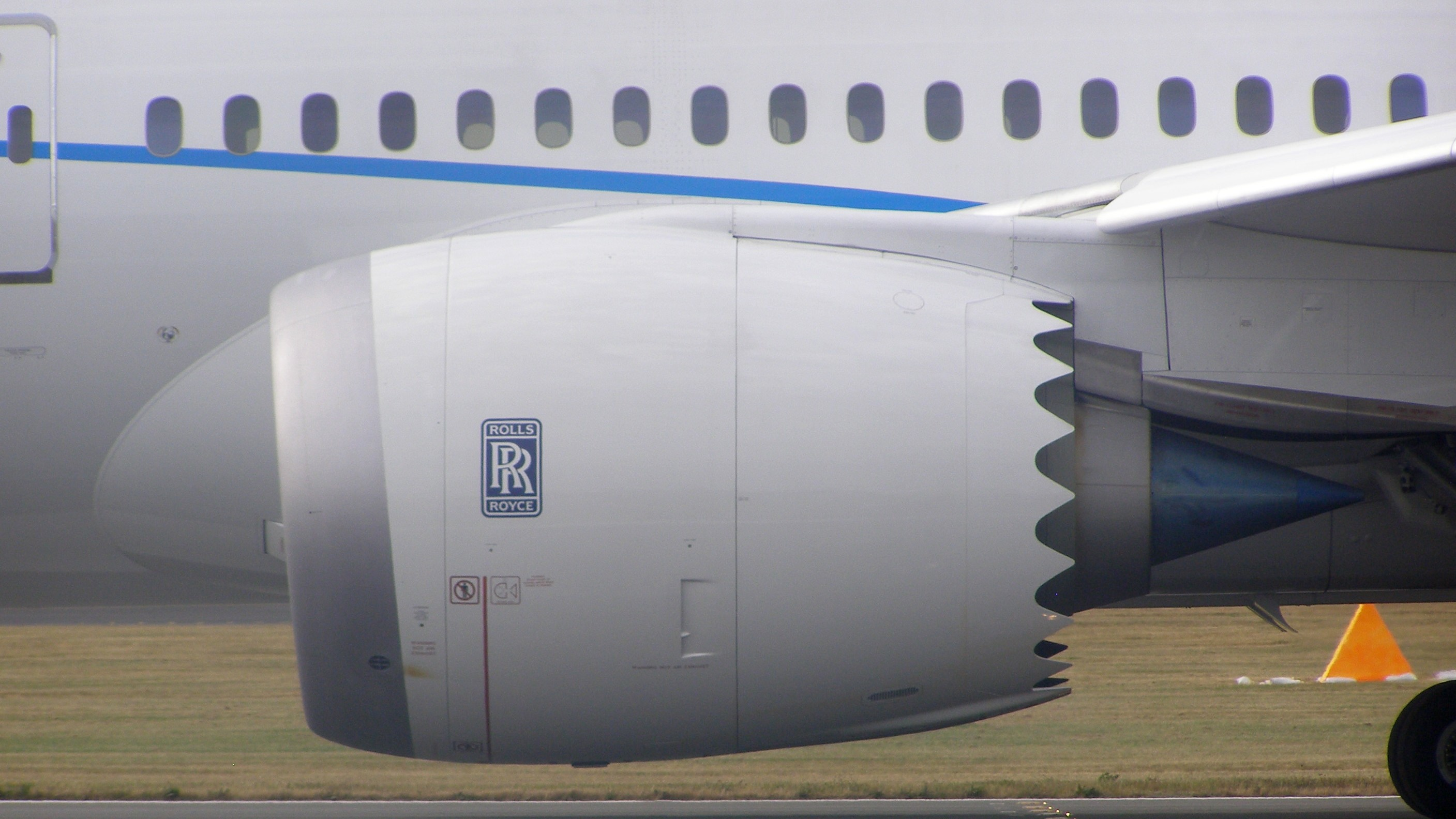
波音787上的遄达1000

| 型号       | 取得适航  | 起飞推力等级            | 备注 |
| ---------- | --------- | ----------------------- | ---- |
| 遄达1000-A | 2007年8月 | 69,194 lbf（307.79 kN） |      |
| 遄达1000-C | 2007年8月 | 74,511 lbf（331.44 kN） |      |
| 遄达1000-D | 2007年8月 | 74,511 lbf（331.44 kN） |      |
| 遄达1000-E | 2007年8月 | 62,264 lbf（276.96 kN） |      |
| 遄达1000-G | 2007年8月 | 72,066 lbf（320.57 kN） |      |
| 遄达1000-H | 2007年8月 | 63,897 lbf（284.23 kN） |      |
| 遄达1000-J | 2013年9月 | 78,129 lbf（347.54 kN） |      |
| 遄达1000-K | 2013年9月 | 78,129 lbf（347.54 kN） |      |
| 遄达1000-L | 2013年9月 | 74,511 lbf（331.44 kN） |      |
| 遄达1000-P | 2013年9月 | 74,511 lbf（331.44 kN） |      |
| 遄达1000-Q | 2016年7月 | 78,129 lbf（347.54 kN） |      |
| 遄达1000-M | 2016年7月 | 79,728 lbf（354.65 kN） |      |
| 遄达1000-N | 2016年7月 | 79,728 lbf（354.65 kN） |      |
| 遄达1000-R | 2016年7月 | 81,028 lbf（360.43 kN） |      |

## 参数

### 概况
- 类型： 三转子高涵道比（10.8-11）涡轮风扇发动机
- 长度： 4,738 mm（186.5英寸）[12]
- 直径： 2.85米（112英寸）风扇
- 淨重： 5,765（12,710磅） [12]

### 组件
- 压缩机： 单级低压压气机，8级中压压气机，6级高压压气机
- 涡轮： 单级高压涡轮，单级中压涡轮，6级低压涡轮

### 性能
- 最大推力： 62,264 lbf（276.96 kN）-81,028 lbf（360.43 kN） （标准大气15摄氏度下起飞推力）
- 总压比： 52:1 (Top-of-Climb)
- 推重比： 6.01:1 (遄达1000R的最大推力)

## 外部連結
- 遄达1000的官方页面 （页面存档备份，存于）